# William Hubert Earle

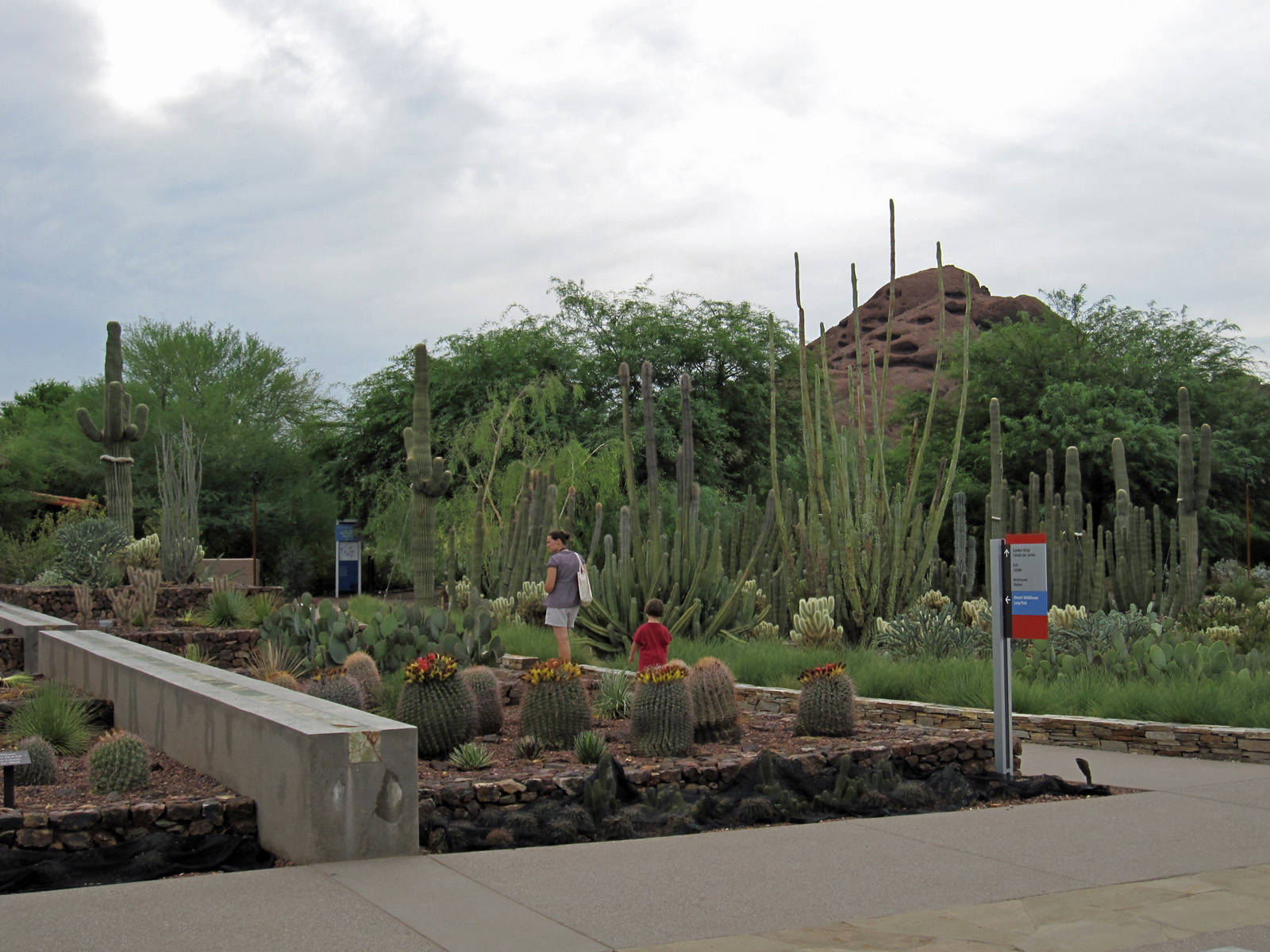
Pracoviště Huberta Earla

William Hubert Earle (1906–1984), uváděný jako W. Earle nebo Hubert Earle, byl americký botanik. V roce 1945 se kvůli astmatu přestěhoval z Indiany do Arizony, kde v roce 1947 získal práci v Pouštní botanické zahradě ve Phoenixu. Když umřel v roce 1957 její tehdejší ředitel W. Taylor Marshall, získal Hubert Earle tento post. Ředitelem zahrady byl až do roku 1976. Hubert Earle popsal několik druhů kaktusů, pouze jeden Escobaria robbinsorum byl přijat. Je autorem knih Kaktusy jihozápadu (Cacti of Southwest) a Jihozápadní poušť kvete (Southwestern Desert in Bloom). Earl byl členem Americké společnosti pro kaktusy a sukulenty.